# Extrema (Porto Alegre)
Extrema é um bairro do extremo sul da cidade brasileira de Porto Alegre, capital do estado do Rio Grande do Sul.
O bairro é o que consta com maior taxa de analfabetos na capital gaúcha, cerca de 7,58 % dos moradores de Extrema são analfabetos, sendo que 3,62 % das crianças entre 6 e 16 anos não frequentam a escola, e destas 31,62% moram em uma residência onde nenhuma pessoa tem o ensino fundamental completo.
É um dos bairros com maior índice de vulnerabilidade social da capital gaúcha, (0,301).
Mesmo com todos os problemas, Extrema, não tem constantemente problemas de violência, tendo assim índices menores que bairros mais próximos do centro como Bom Jesus e o bairro Mário Quintana.

## Galeria

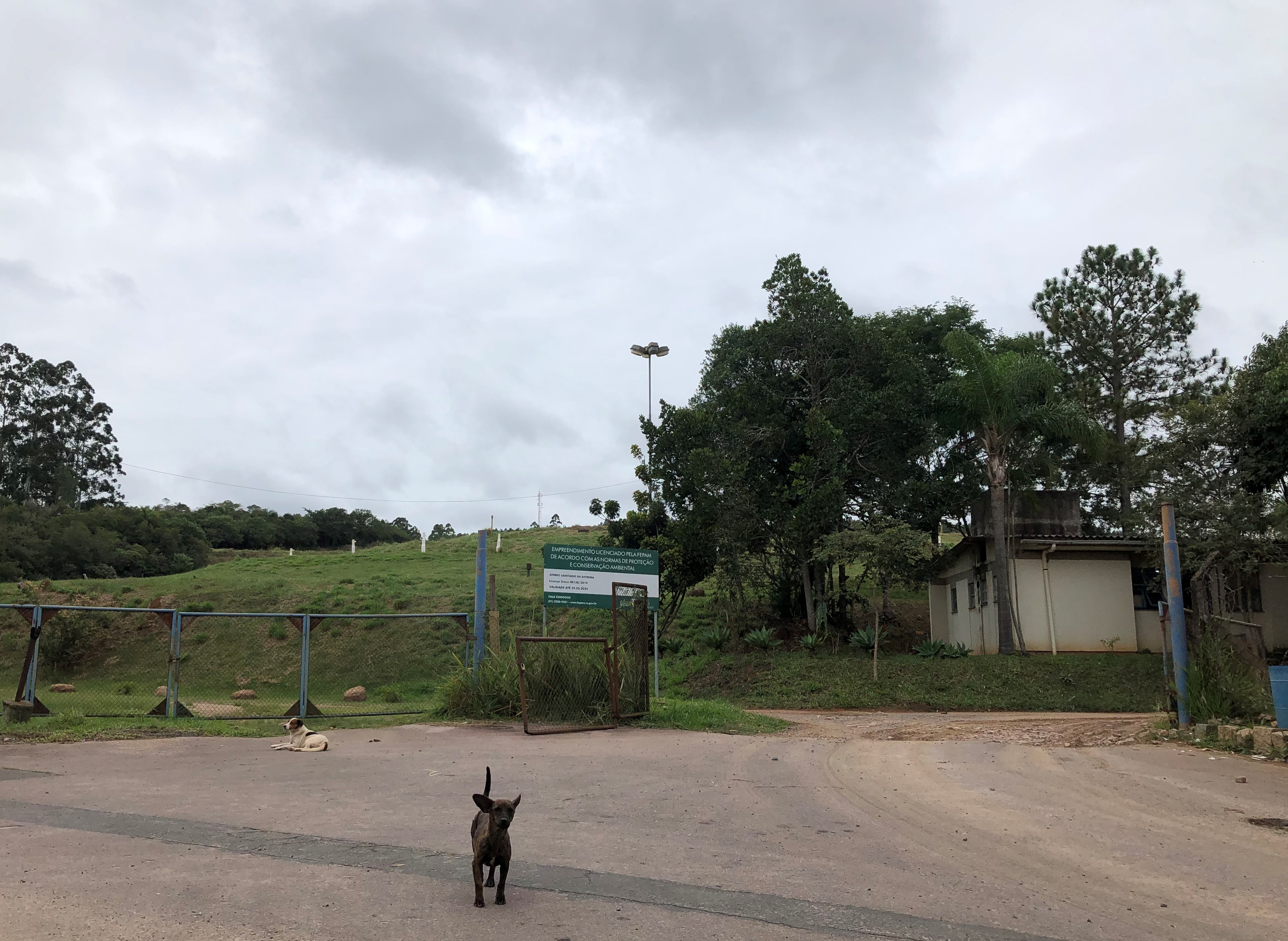
Antigo Aterro Sanitário da Extrema, em 2021.